# جنگ کویت و نجد
جنگ کویت و نجد پس از جنگ یکم جهانی آغاز شد. جنگ به این دلیل رخ داد که ابن سعود می‌خواست کویت را به کشور خود پیوست کند. درگیری شدید میان کویت و نجد مرگ صدها کویتی را در پی داشت. این جنگ به درگیری‌های پراکنده مرزی در سالهای ۱۹۱۹–۱۹۲۰ انجامید.
به دنبال جنگ کویت و نجد، ابن سعود از ۱۹۲۳ تا ۱۹۳۷ برای کویت به مدت ۱۴ سال محاصرهٔ بازرگانی ایجاد کرد. هدف از حملات اقتصادی و نظامی سعودی به کویت پیوست کردن هرچه بیشتر خاک کویت به کشور خود بود. در کنفرانس عقیر در سال ۱۹۲۲، مرزهای کویت و سلطان‌نشین نجد تعیین شد. پس از کنفرانس عقیر، کویت همچنان مورد محاصره اقتصادی عربستان و یورشهای پی در پی سعودی قرار گرفت.